# Millepora
Millepora là một họ thủy tức giống san hô trong bộ Anthomedusae.

## Loài

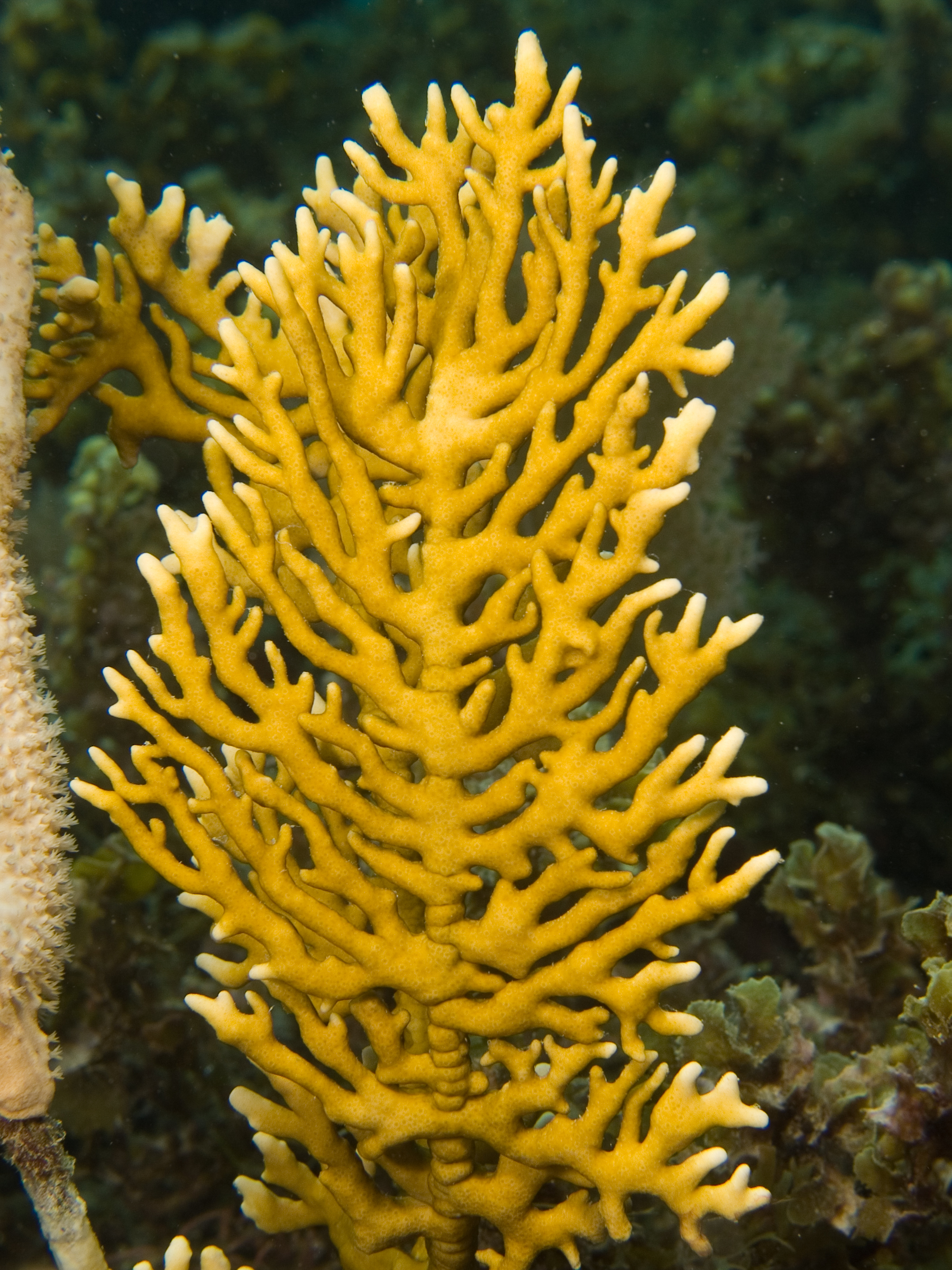
Millepora alcicornis

12 loài trong chi Millepora hiện được công nhận:
- Millepora alcicornis Linnaeus, 1758
- Millepora boschmai de Weerdt & Glynn, 1991
- Millepora braziliensis Verrill, 1868
- Millepora complanata Lamarck, 1816
- Millepora dichotoma (Forsskål, 1775)
- Millepora exaesa (Forsskål, 1775)
- Millepora foveolata Crossland, 1952
- Millepora intricata Milne-Edwards & Haime, 1860
- Millepora laboreli Amaral, 2008
- Millepora latifolia Boschma, 1948
- Millepora platyphylla Hemprich & Ehrenberg, 1834
- Millepora squarrosa Lamarck, 1816
- Millepora tenera Boschma, 1948

## Hình ảnh

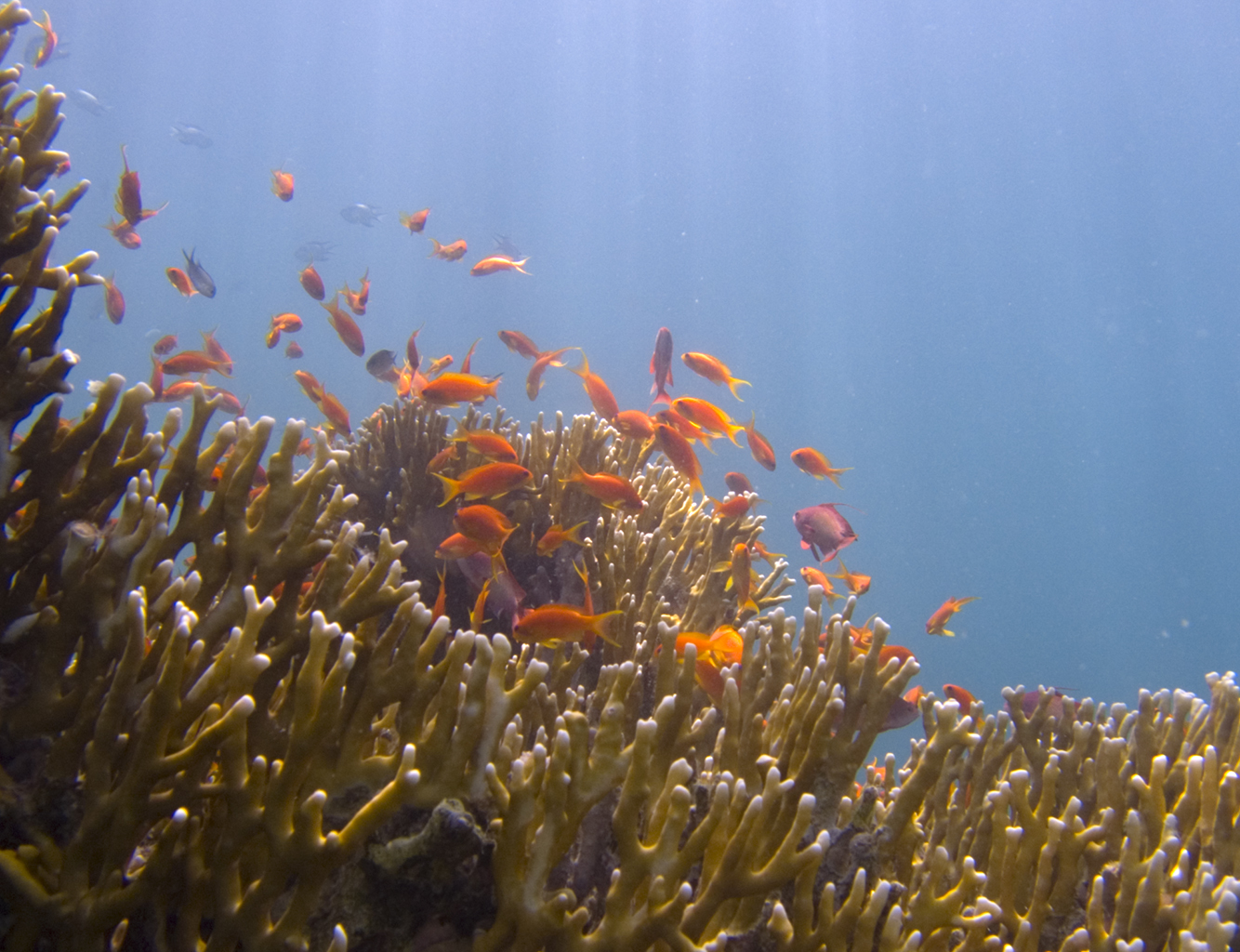
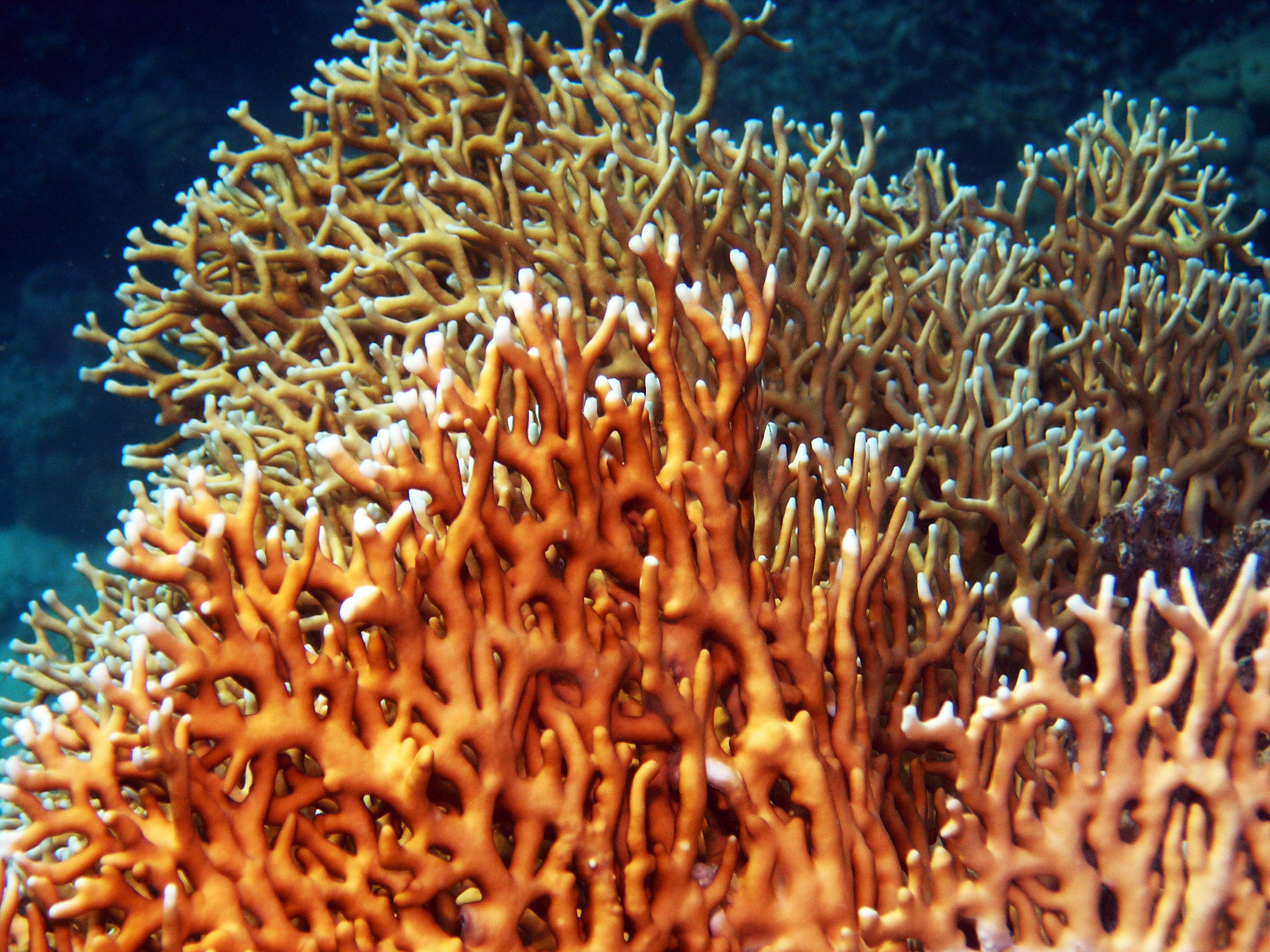
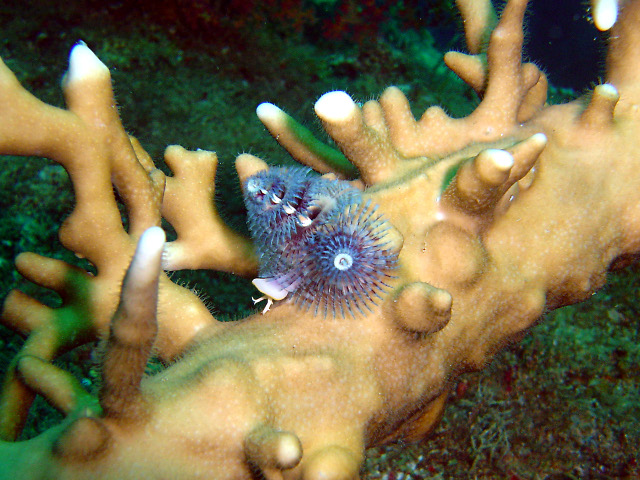
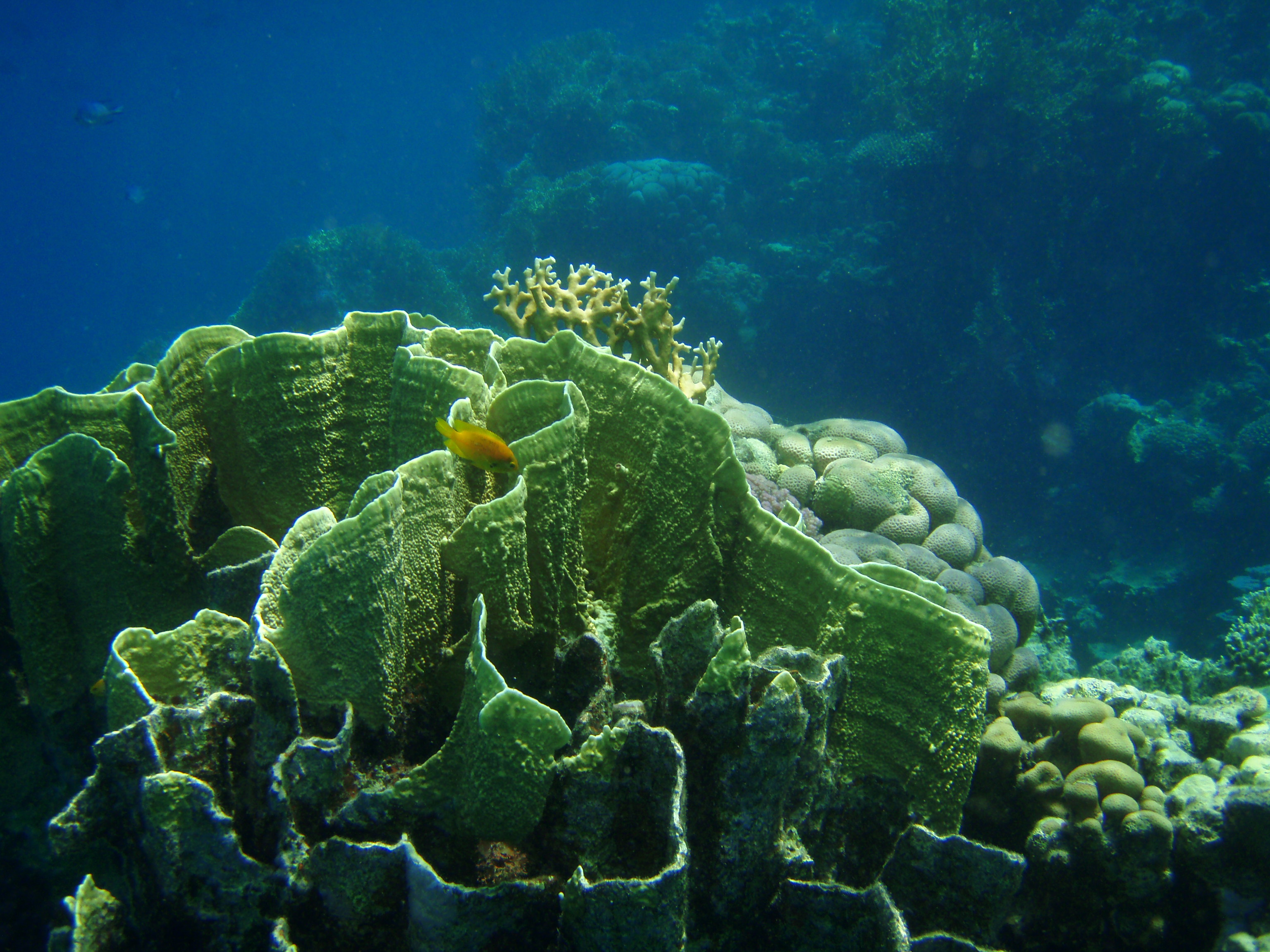